# Abdulhadi Al Hariri
Abdul-Hadi Al-Hariri (tiếng Ả Rập: عبد الهادي حريري; sinh ngày 7 tháng 4 năm 1982 ở Syria) là một cầu thủ bóng đá Syria. Hiện tại anh thi đấu cho Al-Majd ở Giải bóng đá ngoại hạng Syria.